# Свято-Троицкая духовная семинария в Джорданвилле
Свято-Троицкая духовная семинария (англ. Holy Trinity Orthodox Seminary) или Джорданвилльская семинария — профессиональное высшее учебное заведение Русской православной церкви заграницей. Находится на территории Свято-Троицкого монастыря в Джоржанвилле, штат Нью-Йорк, США. Ведёт издательскую деятельность, располагает большой библиотекой и архивом. При семинарии проходят регентские курсы.
Осуществляет обучение по программам бакалавриата и магистратуры. Задачей Свято-Троицкой семинарии является продолжение богословского и духовного наследия Русской православной церкви и подготовка будущих пастырей и церковных служителей для нужд Русской зарубежной церкви и иных традиционных православных Церквей.

## История
После отделения Северо-Американской митрополии от РПЦЗ в ноябре 1946 году Свято-Владимирская духовная семинария осталась в Митрополии. У РПЦЗ к тому времени не было ни одной богословской школы при остром недостатке пастырей, имеющих систематическое богословское образование. Хорошо подготовленные священники, получившие семинарское и академическое образование в дореволюционной России либо уходили на покой, либо умирали. Архиепископ Виталий (Максименко) приступил к организации семинарии для приходов, оставшихся в РПЦЗ. В 1947 году по его указанию в монастыре были организованы занятия с молодыми послушниками и монашествующими, на которых изучали церковную историю, богослужебный устав, английский язык.
28 июня 1948 года на Совещании Преосвященных в Епархиальном управлении в Бронксе слушался вопрос об организации Свято-Троицкой семинарии. Участники Совещания постановили: с началом нового учебного года с 14 октября 1948 года открыть при Свято-Троицком монастыре Свято-Троицкую Православную Семинарию. 16 июля 1948 года был получен чартер от правления университета штата Нью-Йорк, где указывалось, что «цель, для которой основана эта корпорация есть создание семинарии для образования молодых людей для белого и монашеского духовенства Русской Православной Церкви в Америке». Свято-Троицкая семинария получила все права и полномочия американского высшего учебного заведения.
12 октября 1948 года Архиерейский Синод Русской православной церкви заграницей, заслушав рапорт архиепископа Виталия (Максименко) и рапорт епископа Флоридского Никона (Рклицкого), о получении чартера на открытие «Свято-Троицкой семинарии», утвердил открытие Свято-Троицкой семинарии в Джорданвилле по представленному плану.
Ректором семинарии тогда же был назначен архиепископ Виталий (Максименко). Деканом стал профессор Н. Н. Александров, преподавателями — протоиерей Василий Демидов, игумен Иосиф (Колос). Занятия для первых студентов начались 14 октября 1948 года. Первоначально в Духовной школе преподавались лишь Священное Писание, литургика, церковная история, церковное пение и английский язык.
Усилиями архиепископа Виталия и первого декана семинарии Николая Александрова превратилась в полноценную семинарию. В 1949 года семинария получила официальное признание американских властей как высшее учебное заведение. В связи с этим в сентябре 1949 года было опубликовано первое объявление о приёме учащихся. Предполагалось, что курс обучения будет состоять из 5 лет: 2 года подготовительных, 3 года — на изучение богословских наук.
В 1949 году в преподавательскую корпорацию вошли протоиерей Михаил Помазанский (догматическое богословие, славянский и греческий языки), иеромонах Константин (Зайцев) (православие и русская литература) и профессор Иван Андреевский (патрология и психология), а в 1951 году к ним добавился архимандрит Аверкий (Таушев) (Священное Писание), в 1953 году — профессор Николай Тальберг (церковная история).
В 1952 году архимандрит Аверкий (Таушев) определением Архиерейского Синода РПЦЗ был назначен ректором Свято-Троицкой семинарии. В слове на Торжественном акте семинарии в день престольного праздника семинарии и монастыря ректор так определил цель существования духовной школы в Джорданвилле:

Наша Семинария совершенно особого типа. Она не похожа на те семинарии, которые были прежде у нас в России. Воспитанники ее живут в монастыре и подчиняются всем требованиям строго-аскетического монастырского режима, наравне со всеми монахами. Это отнюдь не значит, что мы всех поступающих к нам в Семинарию принуждаем к принятию монашества. <…> Но все кандидаты священства, какой бы путь жизни и служения для себя они ни избрали потом, по нашему глубокому убеждению, должны пройти курс монашеского воспитания ума, воли и сердца. <…>
Наша главная цель — подготовка просвещённых пастырей для Русской Зарубежной Церкви — наилучшим образом может быть достигнута именно благодаря тому, что наша Семинария помещается в строгом общежительном монастыре и учащиеся в ней воспитываются в монашеском духе путем соответствующего образования ума, воспитания сердца и закала воли в ежедневных монастырских послушаниях.
Всё меньше и меньше остается лиц, получивших духовное образование в России: они постепенно уходят от нас в иной, лучший мир. Мало остаётся лиц, окончивших семинарию и богословские факультеты в братских славянских странах Югославии и Болгарии, которые теперь для нас закрыты. Тем яснее становится великое значение для всей Русской Зарубежной Церкви нашего единственного духовно-учебного заведения — Свято-Троицкой Духовной Семинарии. На нее ложится великая и ответственная задача — подготовить смену отходящим.
Но главная задача нашей Семинарии это — подготовка кадров ученого монашества. Без таковых у Церкви нет будущего, ибо в ученом монашестве главная опора Церкви.

Тем не менее до настоящего времени сохранилась традиция, согласно которой семинаристы и братия монастыря совместно выполняют послушания и участвуют в богослужениях.
Типография в Джорданвилле печатала литературу духовного содержания и безвозмездно отправляла в СССР.
В 1954 году по благословению архиепископа Виталия (Максименко) в семинарии было установлено особое празднование в честь святителей Василия Великого, Григория Богослова и Иоанна Златоуста, которые считаются покровителями семинарии.
В 1971 году к востоку от Троицкого собора было построено трёхэтажное здание семинарии: на первом этаже разместилась библиотека, на втором — актовый зал и музей, на третьем — административные помещения, аудитории и архив.
В 1980-х годах в семинарии действовали пастырские курсы на английском языке для новообращенных в православие американцев.
В 2005 году по благословению патриарха Московского и всея Руси Алексия II совместно с Московской духовной академией при семинарии учреждён Центр изучения церковной истории русского зарубежья.
Изначально образовательные программы в семинарии велись на русском языке. Но после подписания Акта о каноническом общении желающие получить духовное образование получили возможность поступить в любую семинарию Московского Патриархата в России и обучаться там на русском языке. В связи с этим прежняя ориентация на максимальное сохранение русского языка стала неактуальной и обучение постепенно перешло на английский язык.
В 2017—2018 году в семинарии впервые за её историю была разработана и в апреле 2018 года одобрена властями штата программа магистратуры, обучение по которой началось с осени того же года. 31 мая 2020 года, иерей Даниил Францен стал первым за семидесятидвухлетнюю историю семинарии студентом, получившим научную степень магистра богословия

## Образовательная деятельность
При семинарии существует архив, библиотека, музей, летняя церковнопевческая школа; регулярно проводятся историко-богословские конференции, круглые столы, выставки и другие мероприятия.
В 2003 году учреждено отдельное издательство семинарии.
Проживая на территории монастыря, семинаристы несут клиросное и другие послушания.
После успешного окончания выпускники получают американский диплом бакалавра богословских наук.
После четырёхлетнего курса обучения выпускники семинарии получают степень бакалавра богословия.
Те, кто имеет степень бакалавра или магистра, могут поступить в двухгодичную магистратуру.
Диплом семинарии подтверждён Отделом образования штата Нью-Йорк.
Преподавание ведётся на английском языке.

## Архив
В конце 1950-х года при семинарии стали создаваться Синодальный музей и архив. Именно сюда стали стекаться разные документы со всех уголков русского рассеяния. Эмигранты первой и второй волн, а также их потомки пересылали хранившиеся у них воспоминания, дневники, письма и множество других материалов. В результате в течение тридцати лет архив Свято-Троицкой семинарии стал обладателем богатейшей коллекции самых разных документов. Начиная с 1980-х годов в Джорданвилле сформировался своеобразный архивный центр русской эмиграции. Здесь оказались архивы таких деятелей русского рассеяния, как архиепископ Аполлинарий (Кошевой), протоиерей Стефан Ляшевский, П. Н. Краснов, Н. Д. Тальберг, В. А. Маевский, А. К. Свитич, а также архивы организаций — Русского общевоинского союза, Суворовского кадетского корпуса и других. Семинария смогла собрать большой архив, для работы над сохранением которого в 2005 года РПЦЗ начала совместную работу с Гуверовским институтом Стенфордского университета.

## Ректоры
- Виталий (Максименко) (16 мая 1948 — 1 марта 1952)
- Аверкий (Таушев) (1 марта 1952 — 13 апреля 1976)
- Лавр (Шкурла) (17 июля 1976 — 16 марта 2008)
- Лука (Мурьянка) (с 6 сентября 2008 года)